# Aire urbaine de Saverne
L'aire urbaine de Saverne est une aire urbaine française composée des huit communes de l'unité urbaine de Saverne, dans le Bas-Rhin. Elle comptait 19 156 habitants en 2013.

## Composition selon la délimitation de 2010
| Nom                | Code Insee | Statut | Superficie (km2) | Population (dernière pop. légale) | Densité (hab./km2) |
| ------------------ | ---------- | ------ | ---------------- | --------------------------------- | ------------------ |
| Saverne (siège)    | 67437      |        | 26,01            | 11 323 (2022)                     | 435                |
| Eckartswiller      | 67117      |        | 12,43            | 421 (2022)                        | 34                 |
| Gottenhouse        | 67161      |        | 1,25             | 369 (2022)                        | 295                |
| Monswiller         | 67302      |        | 4,72             | 1 994 (2022)                      | 422                |
| Ottersthal         | 67366      |        | 3,13             | 821 (2022)                        | 262                |
| Otterswiller       | 67367      |        | 3,28             | 1 306 (2022)                      | 398                |
| Saint-Jean-Saverne | 67425      |        | 6,39             | 537 (2022)                        | 84                 |
| Steinbourg         | 67478      |        | 12,73            | 1 928 (2022)                      | 151                |

### Évolution de la composition
- 1999 : 7 communes (dont 7 forment le pôle urbain)
- 2010 : 8 communes (dont 8 forment le pôle urbain)
  - Steinbourg absorbée par l'unité urbaine de Saverne

## Caractéristiques en 1999
D'après la définition qu'en donne l'INSEE, l'aire urbaine de Saverne est composée de 7 communes, situées dans le Bas-Rhin. Ses 16 366 habitants font d'elle la 297e aire urbaine de France.
7 communes de l'aire urbaine sont des pôles urbains.
Le tableau suivant détaille la répartition de l'aire urbaine sur le département (les pourcentages s'entendent en proportion du département) :
| Département | Communes | Communes (%) | Superficie (km²) | Superficie (%) | Population (1999) | Population (%) |
| ----------- | -------- | ------------ | ---------------- | -------------- | ----------------- | -------------- |
| Bas-Rhin    | 7        | 1,3          | 57,21            | 1,2            | 16 366            | 1,6            |

L'aire urbaine de Saverne est rattachée à l'espace urbain Est.